# بيت خاص جدا (مسرحية)
بيت خاص جداً مسرحية كوميدية بحرينية عرضت في عام 1997, من تأليف  وإخراج أحمد الصايغ، قام ببطولتها إبراهيم البنكي نورة البلوشي فاطمة عبد الرحيم  سعيد صالح ابتسام العطاوي  فضيلة المبشر، استمر عرض المسرحية لـ 62 عرضاً.

## قصة المسرحية
تحكي قصة المسرحية عن مايدور خلف أبواب كل بيت، فالبيت يمثل الوطن الصغير وعين المشاهد هي العين السرحية لرصد حركات وسكنات هذه العائلة